# City of Brimbank
City of Brimbank – obszar samorządu lokalnego (ang. local government area), położony w zachodniej części aglomeracji Melbourne. Brimbank został założony w 1994 roku. Obszar ten zamieszkuje 168 215 osób (dane z 2006).

## Dzielnice
- Albanvale
- Albion
- Ardeer
- Brooklyn
- Cairnlea
- Calder Park
- Deer Park
- Delahey
- Derrimut
- Hillside
- Kealba
- Keilor
- Keilor Downs
- Keilor North
- Keilor Park
- Kings Park
- St Albans
- Sunshine
- Sunshine North
- Sunshine West
- Sydenham
- Taylors Lakes
- Tullamarine